# جون كوتن (لاعب كرة قاعدة)
جون كوتن (بالإنجليزية: John Cotton)‏ هو لاعب كرة قاعدة أمريكي، ولد في 30 أكتوبر 1970 في هيوستن في الولايات المتحدة.

## وصلات خارجية
- جون كوتن على موقعبيزبول رفرنس.كوم (الدوري الثانوي) (الإنجليزية)
- جون كوتن على موقع أوليمبيديا (الإنجليزية)